# Hugo Hagen (Bildhauer)

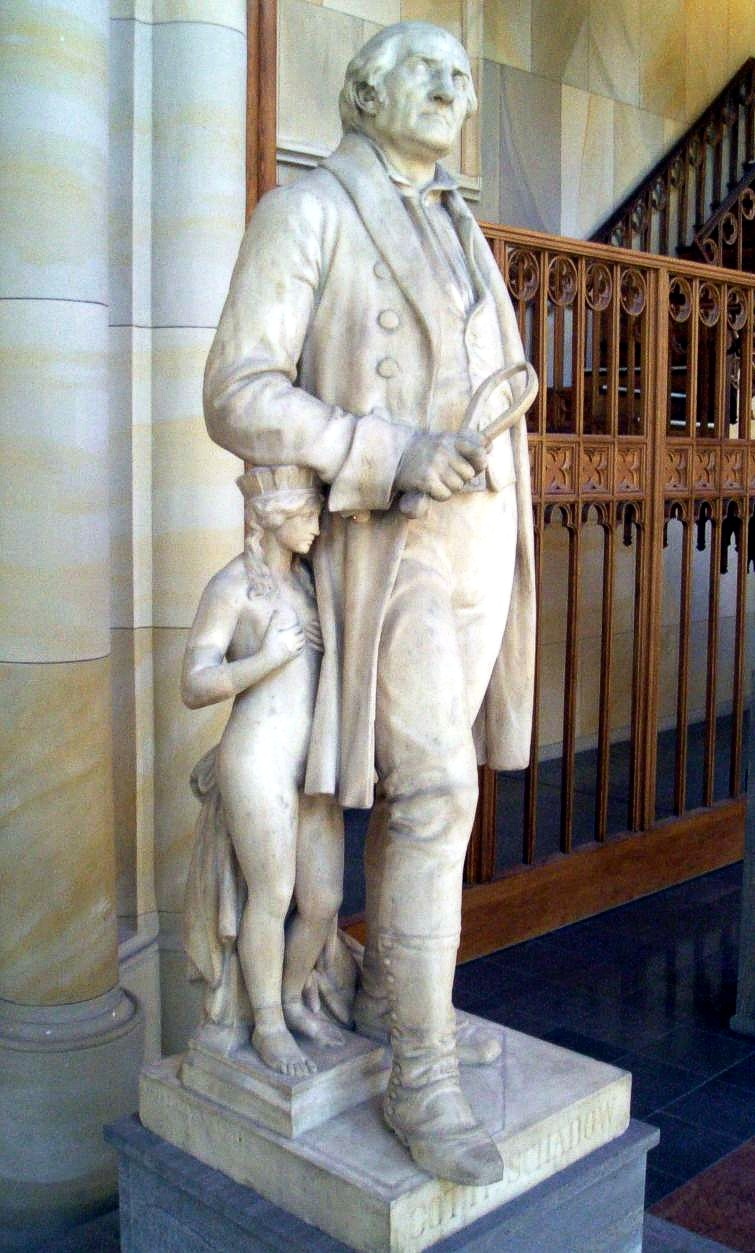
Johann Gottfried Schadow mit kleiner nackter Berolina, 1869

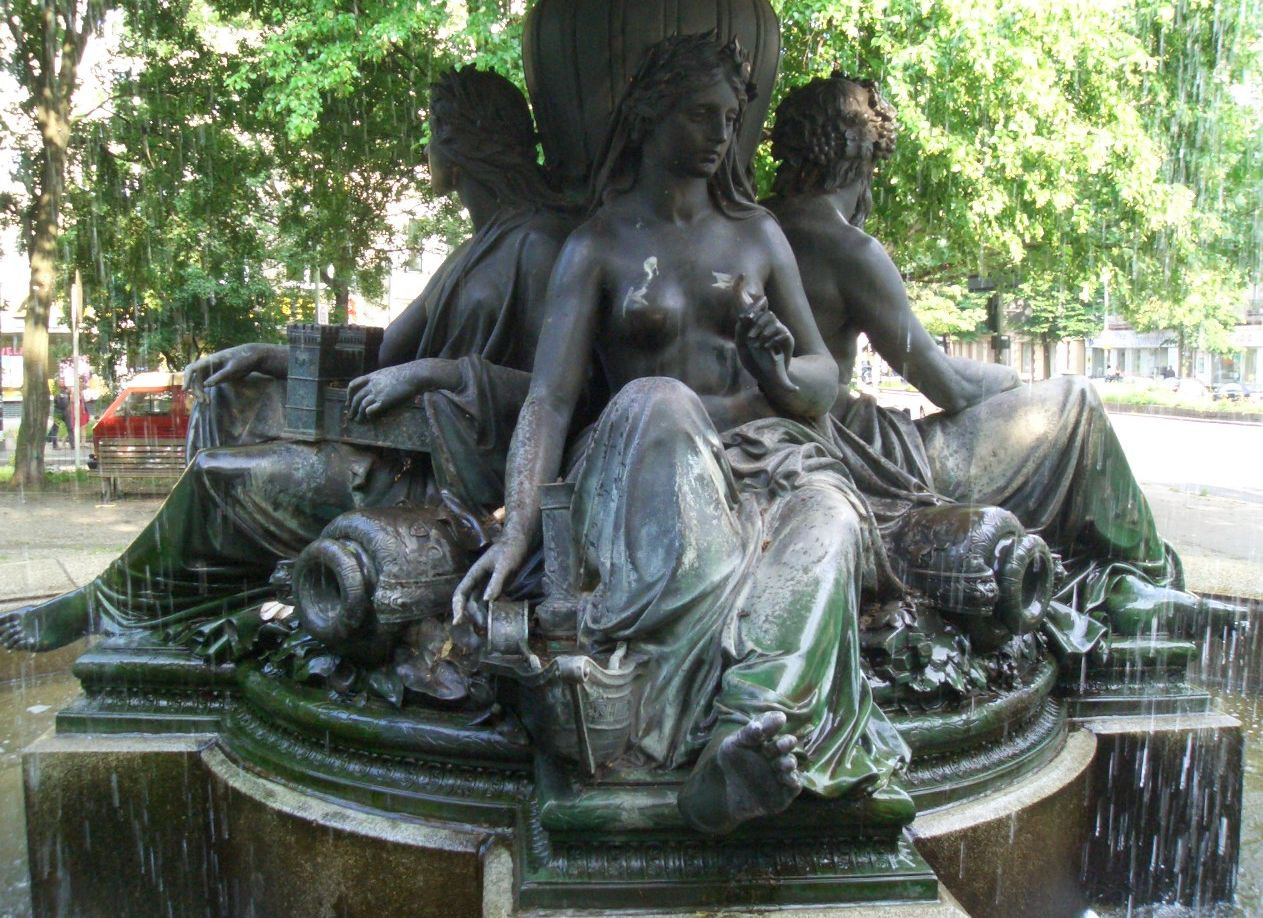
Wrangelbrunnen, Detail

Hugo Hagen (* 1818; † 14. April 1871 in Berlin) war ein deutscher Bildhauer.

## Leben
Hugo Hagen war ein Schüler von Ludwig Wilhelm Wichmann. Von 1842 bis 1857 war er Mitarbeiter im Atelier von Christian Daniel Rauch in Berlin, insbesondere war er beschäftigt beim Reiterstandbild Friedrichs des Großen (Berlin, Unter den Linden / Schinkelplatz), beim Standbild für Albrecht Thaer (Berlin, Humboldt-Universität, Invalidenstraße 42) und am Standbild für Immanuel Kant in Königsberg. 1865 wurde er leitender Direktor des Rauch-Museums in Berlin. Nach dem Tod von Hermann Schievelbein beteiligte er sich an der Vollendung von dessen Freiherr-vom-Stein-Denkmal (1867, derzeit am Berliner Abgeordnetenhaus). 1870 half er Rudolf Siemering bei der Ergänzung des Schadowschen Münzfrieses.

## Werke
- Büste der Kronprinzessin Victoria, Windsor Castle
- 1854: Büste einer älteren Dame, Berlin, Skulpturengalerie (weiterer Gipsabguss im Besitz des Evangelischen Konsistoriums Berlin)
- 1856: Denkmal auf dem Schlachtfeld von Roßbach (zerstört)
- 1860/1861: Gruppe „Grazie mit Pegasus“ auf dem Dach des Alten Museums in Berlin
- 1861: Grabdenkmal der Gräfin von Itzenplitz auf Gut Kunersdorf bei Wrietzen
- 1861: Gruppe „Thalia und Melpomene“ für das Stadttheater Riga
- 1861: Büste Alexander Gottschalk von Sengbusch in Riga
- Standbild einer „Viktoria“ in Marmor für den Saal der Akademie der Künste in Antwerpen
- 1862: Denkmal des Grafen von Brandenburg (früher Berlin, Leipziger Platz)
- 1862: Büste der Königin Augusta für das Schloss Babelsberg (verschollen; hier heute eine Porzellan-Ausformung der Büste aus dem ehem. Besitz der Familie der Großherzöge von Baden)
- 1862 ff., ausgeführt posthum 1877: Wrangelbrunnen in Berlin
- 1865 ff: Epitaph der Gräfin Marie Clementine von Schönburg-Hinterglauchau (1789–1863) in der Kapelle St.Marien in Schloss Hinterglauchau, Carrara-Marmor, gefertigt in Berlin
- 1866: Büste von Kronprinz Friedrich-Wilhelm (nachmals Kaiser Friedrich III.) in Berlin, Schloss Tegel
- 1866/1869: Johann-Gottfried-Schadow-Denkmal für die Vorhalle des Alten Museums
- Lebensgroßer Engel für das Grabmal Schultze auf dem Luisenstädtischen Friedhof (heute Urnen-Gemeinschaftsanlage) und vermutlich weitere Grabskulpturen
- Büste von Johann David Erdmann Preuß